# Doom of Destiny
Doom of Destiny (en español: Condena del destino) es el décimo álbum de estudio de la banda alemana de heavy metal Axxis  y fue publicado en 2007 por la discográfica AFM Records en Alemania y en Rusia por CD Maximum, ambos en formato de disco compacto.

## Desarrollo de la grabación
Antes de la grabación de Doom of Destiny el guitarrista Guido Wehmeyer dejó la banda, sin embargo, fue sustituido por Marco Wriedt.  Este álbum fue grabado en 2007 en el estudio personal de la banda —Soundworxx— a excepción de la batería, la cual fue grabada en el estudio House of Audio, localizado en Karldorf, Turingia, Alemania.  En este último estudio fue mezclado y masterizado Doom of Destiny. Fue producido por Bernhard Weiss y Harry Oellers, vocalista y teclista del grupo respectivamente. Al igual que en Paradise in Flames de 2006, la cantante Kerstin ‹Lakonia› Bischof participó en este material discográfico.

## Versiones
Doom of Destiny fue lanzado en dos versiones diferentes: la versión original y una edición especial limitada. La diferencia entre ambas es que la segunda incluye material adicional como el tema extra «Engel Aus Hass» (en español: «Ángel del odio»),  el vídeo musical de esta canción y un protector de pantalla para CP.

## Lista de canciones

### Versión original
| Side one |                        |                                             |                          |          |  |
| N.º      | Título                 | Escritor(es)                                | Traducción al español    | Duración |  |
| 1.       | «Voices of Doom»       | Bernhard Weiss / Harry Oellers              | «Voces de perdición»     | 1:15     |  |
| 2.       | «Doom of Destiny»      | Weiss / Oellers                             | «Condena del destino»    | 4:09     |  |
| 3.       | «Better Fate»          | Weiss / Oellers                             | «Mejor destino»          | 5:08     |  |
| 4.       | «Blood Angel»          | Weiss / Oellers                             | «Ángel de sangre»        | 4:41     |  |
| 5.       | «I Hear You Cry»       | Weiss / Oellers                             | «Te escucho llorar»      | 4:56     |  |
| 6.       | «The Fire Still Burns» | Weiss / Oellers                             | «El fuego aún arde»      | 3:49     |  |
| 7.       | «Father, Father»       | Weiss / Oellers / Kerstin ‹Lakonia› Bischof | «Padre, padre»           | 4:12     |  |
| 8.       | «Revolutions»          | Weiss / Oellers                             | «Revoluciones»           | 3:48     |  |
| 9.       | «She Got Nine Lives»   | Weiss / Oellers                             | «Ella tiene siete vidas» | 3:37     |  |
| 10.      | «Devilish Belle»       | Marco Wriedt                                | «Belleza diabólica»      | 4:01     |  |
| 11.      | «Astoria»              | Weiss / Oellers                             | «Astoria»                | 5:08     |  |

### Edición especial
| Side one |                                  |                                 |                       |          |  |
| N.º      | Título                           | Escritor(es)                    | Traducción al español | Duración |  |
| 12.      | «Engel aus Hass» (canción extra) | Weiss / Oellers / Walter Weyers | «Ángel del odio»      | 5:19     |  |
| 13.      | «Engel aus Hass» (vídeo musical) | Weiss / Oellers / Weyers        | «Ángel del odio»      | 5:19     |  |

## Créditos

### Axxis
- Bernhard Weiss — voz principal (excepto en la canción «Father, Father») y coros
- Harry Oellers — teclados y coros
- Marco Wriedt — guitarra y coros
- Rob Schomaker — bajo y coros
- André Hilgers — batería

### Músicos adicionales
- Kerstin ‹Lakonia› Bischof — voz principal (en la canción «Father, Father») y coros
- Lars Vollmer — saxofón

### Personal de producción
- Bernhard Weiss — productor
- Harry Oellers — productor
- Dennis Ward — mezclador
- Jürgen Lusky — masterizador
- Derek Gores — arte de portada
- Piolka Artworx — fotografía y diseño